# بين ريفيس
بين ريفيس (بالإنجليزية: Ben Reeves)‏ هو لاعب كرة قاعدة أمريكي، (ولد في آيوا في الولايات المتحدة 1887  م).